# Zeno Colò
Zeno Colò   (Abetone, 30 de juny de 1920 - San Marcello Pistoiese, 12 de maig de 1993) fou un esquiador italià que destacà a la dècada del 1950.

## Biografia
Va néixer el 30 de juny de 1920 a la ciutat d'Abetone, població situada a la Toscana. Va morir el 12 de maig de 1993 a la població de San Marcello Pistoiese.

## Carrera esportiva
Especialista en esquí alpí, va participar en els Jocs Olímpics d'Hivern de 1948 realitzats a Sankt Moritz (Suïssa), on no finalitzà la prova de descens i finalitzà 14è en la prova d'eslàlom. En el Campionat del Món d'esquí alpí de l'any 1950 realitzat a Aspen (Estats Units) destacà guanyant la medalla d'or en la prova de descens i eslàlom gegant, així com la medalla de plata en la prova d'eslàlom.
En els Jocs Olímpics d'Hivern de 1952 disputats a Oslo (Noruega) aconseguí imposar-se en la prova de descens, i finalitzà en quarta posició en les proves d'eslàlom i eslàlom gegant. Les medalles aconseguides en aquests Jocs són vàlides per al Campionat del Món d'esquí alpí.